# ノーマン・スミス
ノーマン・スミス（英語: Norman Smith、1923年2月22日 - 2008年3月3日）は、イングランドのミュージシャン、音楽プロデューサー、レコーディング・エンジニア。

## 略歴

### 生い立ち
スミスはミドルセックスのエドモントンで生まれ、第二次世界大戦中にイギリス空軍のグライダー・パイロットを務めた。ジャズ・トランペッターとしてのキャリアに失敗した後、1959年にEMIに見習いのサウンド・エンジニアとして入社した。

### 音楽プロデューサー兼エンジニアとしてのキャリア
1962年6月6日、ビートルズはEMIのスタジオで初めてレコーディングを行った。スミスはこの日からエンジニアとして彼等のレコード制作に携わった。彼が録音した最後のアルバムは『ラバー・ソウル』で、合計で約100曲のサウンドをエンジニアリングした。
スミスはのんびりして何事にも動じず、人懐っこい性格だったことから、ジョン・レノンはユーモラスな表現として彼に『ノーマル』というニックネームを与えた。すぐに他のメンバーも彼をそう呼ぶようになった。
1965年6月17日、ビートルズとの仕事をしている間、バンドの音楽出版会社であるディック・ジェームス・ミュージックから、彼が書いた曲をすべて購入するために15,000ポンドを提供された。
1967年初め、デビューしたばかりのピンク・フロイドと仕事をすることになり、1枚目、2枚目、4枚目のアルバムに相当する『夜明けの口笛吹き』（1967年）、『神秘』（1968年）、『ウマグマ』（1969年）をプロデュースした。『神秘』に収録された「追想」のセッション中、ドラマーのニック・メイスンは同曲に適したドラム・パートを思いつかずに動揺した。スミスはどんなパートが求められているかを知っていたので、自分で演奏した。
1968年、スミスは最も初期のロック・コンセプト・アルバムの1つで、初のロック・オペラ・アルバムとされるプリティ・シングスのアルバム『S.F.ソロウ』をプロデュースした。
彼はバークレイ・ジェイムス・ハーヴェストのアルバム『ワンス・アゲイン』（1971年）を含む初期の作品をプロデュースした。アルバム"Welcome to the Show"（1990年）に収録されたジョン・リース作'John Lennon's Guitar'の中で、彼の名前が言及された。

### ハリケーン・スミスとしてのレコーディング・キャリア
1971年、スミスはレコーディング・アーティストとしてハリケーン・スミスというペンネームでシングル「太陽を消さないで」を発表し、全英2位のヒットを記録した。彼は同曲をレノンが録音することを期待してデモを作り、仲間の音楽プロデューサーであるミッキー・モストに聴かせると、モストは大いに感銘を受けて、そのままリリースするようにと彼に言うほどだった。
1972年、シングル「オウ・ベイブ」で大西洋を横断するほどのヒットを楽しむこととなった。同曲はキャッシュボックスにて全米1位、ビルボード・ポップにて3位というヒットを記録。全英シングルチャートでも4位となった。同年発表されたアルバムHurricane Smithには、彼の3作目のヒット・シングル（全英23位）になったギルバート・オサリバンの「Who Was It?」のカバー・バージョンも収録された。
その後、「My Mother Was Her Name」（1972年）、「Beautiful Day, Beautiful Night」（1973年）、「To Make You My Baby」（1974年）といったシングルが続いた。しかし、成功した録音をプロデュースする彼のその後の試みは、とらえどころのないものだと証明された。スミスはソロでのレコーディング作の販売に尽力して、バンドとダンサーたちを伴い、当時繁栄していたイングランド北部のキャバレー・サーキットを2度ツアーした。スミスは、セッション・ドラマーであるピーター・ボイタの助けを借り、一時的に解散していたバンド「ボブ・ミラー・アンド・ザ・ミラーメン」のメンバーで大部分が構成されたスミスのバンドを「固定」した。このラインナップは、1973年にリリースされたEMIレコードのためにスミスが作った最後のアルバム『Razzmahtazz Shall Inherit The Earth』を録音するまで続けられた。
スミスはまた、ウェスト・ミッドランズを拠点とするラジオの司会者であるトニー・バトラーが、テーマ音楽として採用した「Theme From a Unmade Silent Movie」というタイトルのインストゥルメンタル・トラックを録音し、スポーツ番組において、地域の地元サッカー・チームがゴールを決めたり、多くは成功を収める場面で、この曲が頻繁に流された。アストン・ヴィラFCのファンたちによって、この曲は彼らの非公式のクラブ・テーマ曲とみなされており、試合前とハーフタイムの間にヴィラ・パークで演奏されることがよくある。2008年6月6日には、バーミンガム市交響楽団によって演奏された。
2004年、スミスは新しいコンピレーションCD『From Me To You - With My Stories』（SFMCD030）をリリースした。このCDには、彼の最大のヒット曲「太陽を消さないで」と「オウ・ベイブ」の新録ヴァージョンが収録されている。ライナーノーツには、ポール・マッカートニーとピンク・フロイドのメンバーからのメッセージが含まれている。
2011年、ジョン・ル・カレの『ティンカー、テイラー、ソルジャー、スパイ』を原作とする映画『裏切りのサーカス』が公開。「太陽を消さないで」が挿入曲として使用された。

### 回想録
スミスは『John Lennon Called Me Normal』というタイトルの回想録を書いた。2007年3月16日に、ニュージャージー州セコーカスで開催された「The Fest for Beatles Fans」にて限定版としてお目見えした。そこにスミスが登場して「オウ・ベイブ」を歌った。この本には、これまでに公開されたことのない写真、アビー・ロード・スタジオでのビートルズとピンク・フロイドについて新たに明らかにされた歴史的事実、およびイギリス空軍のグライダー・パイロットとしてのスミスの人生の詳細が含まれている。

### 死
2008年3月、スミスはイングランドのイースト・サセックスにて、85歳で亡くなった。

## ディスコグラフィ
※すべてハリケーン・スミス名義

### ソロ・アルバム
- 『太陽を消さないで』 - Don't Let It Die (1972年、Columbia)
- Hurricane Smith (1972年、Capitol Records)
- Razzmahtazz Shall Inherit The Earth (1973年、EMI)
- I'm Hurricane-Fly Me! (1977年、Pye Records)

### シングル
- 「太陽を消さないで」 - "Don't Let It Die" (1971年)
- 「オウ・ベイブ」 - "Oh, Babe, What Would You Say?" (1972年)
- "Who Was It?" (1972年)
- "My Mother Was Her Name" (1972年)
- "Beautiful Day, Beautiful Night" (1973年)
- "To Make You My Baby" (1974年)